# Prosevania euerythrothorax
Prosevania euerythrothorax är en stekelart som först beskrevs av Mani 1943.  Prosevania euerythrothorax ingår i släktet Prosevania och familjen hungersteklar. Inga underarter finns listade i Catalogue of Life.